# Tlön, Uqbar, Orbis Tertius
Tlön, Uqbar, Orbis Tertius är en novell av den argentinske författaren Jorge Luis Borges, först publicerad i den argentinska tidskriften Sur i maj 1940, sedermera inkluderad i samlingarna Trädgården med gångar som förgrenar sig (1941) och Fiktioner (1944, på svenska i urval 1963 och i helhet 2007).
Novellen, som är en av Borges mest kända, handlar om berättarens upptäckt av den fiktiva världen Tlön, vars invånare tror på ett slags subjektiv idealism och talar ett språk som saknar substantiv. Novellen tar sin början då berättaren hör talas om en av heretikerna från Uqbar och utan framgång försöker slå upp denna plats i en encyklopedi. Till slut hittar han en artikel om Uqbar och Tlön, och därefter en hel bok, och detta blir startskottet på Tlöns inbrott i vår värld. I novellens efterskrift visar det sig att Tlön skapats av ett mystiskt hemligt sällskap, Orbis Tertius, vars medlemmar gjort det till sin livsuppgift att författa en encyklopedi om det påhittade landet. Berättelsen slutar med att objekt från det fiktiva Tlön börjar dyka upp i den riktiga världen.
Liksom många av Borges verk suddar "Tlön, Uqbar, Orbis Tertius" ut gränsen mellan fakta och fiktion genom att blanda in verkliga personer, till exempel Borges vän och författarkollega Adolfo Bioy Casares. Den har drag av den magiska realism som blivit Borges kännetecken, men är också rik på filosofiska teman.
"Tlön, Uqbar, Orbis Tertius" har översatts till svenska av Sun Axelsson.